# Jan Pronk (ciclista)
Jan Pronk (19 de octubre de 1918-15 de marzo de 2016) fue un deportista neerlandés que compitió en ciclismo en la modalidad de pista. Ganó cinco medallas en el Campeonato Mundial de Ciclismo en Pista entre los años 1947 y 1954.

## Medallero internacional
| Campeonato Mundial | Campeonato Mundial     | Campeonato Mundial | Campeonato Mundial |
| Año                | Lugar                  | Medalla            | Competición        |
| ------------------ | ---------------------- | ------------------ | ------------------ |
| 1947               | París (Francia)        | Medalla de bronce  | Medio fondo (P)    |
| 1949               | Copenhague (Dinamarca) | Medalla de plata   | Medio fondo (P)    |
| 1950               | Rocourt (Bélgica)      | Medalla de plata   | Medio fondo (P)    |
| 1951               | Milán (Italia)         | Medalla de oro     | Medio fondo (P)    |
| 1954               | Colonia (RFA)          | Medalla de plata   | Medio fondo (P)    |